# Hrachovište
 Hrachovište  je obec v západním Slovensku v okrese Nové Mesto nad Váhom. Žije v něm 676 obyvatel.

## Historie
První písemná zmínka o vesnici pochází z roku 1392.

## Přírodní poměry
Obec leží při úpatí Malých Karpat, osm kilometrů jihovýchodně od Nového Města nad Váhom. Do katastrálního území obce zasahuje část chráněného areálu Čachtické Karpaty.

## Pamětihodnosti
Nejvýznamnější památkou v obci je barokní římskokatolický kostel Navštívení Panny Marie z roku 1757.